# Владислав Томкевич
Владислав Томкевич (пол. Władysław Tomkiewicz; 4 вересня 1899 — 5 серпня 1982) — польський історик, дослідник козаччини.

## Біографія
Навчався у Варшавському університеті. Учень О. Галецького (докторант 1928, габілітація 1932) та З. Батовського (історія мистецтва). Студіював також у Парижі (Франція) та Римі (Італія). Із 1932 пов'язаний із Варшавським університетом, одночасно викладав (1932—1939) у Державному інституті театрального мистецтва. Під час гітлерівської окупації брав участь у русі Опору. 1945—1950 — директор Бюро повернення та відшкодувань Головної дирекції музеїв та охорони пам'яток міністерства культури і мистецтва Польщі. Викладав також історію Східної Європи в Інституті історії Варшавського університету. 1952 змушений був перейти до Інституту історії мистецтва того ж університету. 1961—1966 викладав у Військово-політичній академії. 1968—1970 — заступник директора Інституту мистецтва Польської АН. Голова Польського історичного товариства (1947—1949), Товариства шанувальників історії (1950—1953), а також Спілки істориків мистецтва (1952—1958).
Досліджував політичну історію українських земель Речі Посполитої в 17 ст.: «Ograniczenia swobόd kozackich w roku 1638» («Kwartalnik Historyczny», 1930); «Jeremi Wiśniowiecki: 1612—1651», (1933). Представив генезу Гадяцької унії 1659 (див. Гадяцький договір 1658; «Sprawy Narodowościowe», 1937), а також причини її невдачі. Найважливішим проблемам історії України та польсько-українських стосунків присвятив працю «Україна між Сходом і Заходом» («Sprawy Narodowościowe», 1938). Підготував науково-популярний нарис «Kozaczyzna ukrainna» (1939). Займався також польсько-французькими та польсько-шведськими взаєминами 17 ст.; опублікував працю «Rozejm sztumdorfski» («Przegląd Powszechny», 1935/1936) та джерельний додаток до неї «La mission de Claude de Mesmes comte d'Avaux, ambassadeur extraordinaire en Pologne 1634—1636» (видана спільно з К. Пулаським, Париж, 1937). Автор науково популярної біографії «Jerzy Ossoliński» (1938), а також дослідження з життя Яна II Казимира Ваза («Więzień kardynała», 1939, 2-ге вид. — 1957). Після Другої світової війни Томкевич зосередився на проблемах історії культури і мистецтва.